# 최창조 (교수)
최창조(1950년 1월 3일 ~ 2024년 1월 31일)는 대한민국의 교수이다.

## 학력
- 서울대학교 (지리학 / 학사)
- 서울대학교 (지리학 / 석사)
- 서울대학교 (지리학 / 박사)

## 경력
- 서울대학교 지리학과 교수
- 녹색대학 대학원장
- 녹색대학 풍수풍류학전공 교수
- 전북대학교 지리교육과 교수
- 청주대학교 지리교육과 교수
- 국토개발연구원 주임연구원
- 전북대학교 지리학과 교수
- 청주사범대학 지리학과 교수

## 생애
그는 1950년 서울에서 태어났다. 이후 서울대 지리학과를 졸업한 뒤 같은 학교 대학원에서 석·박사 학위를 받았다. 동시에 그가 1984년에 낸 첫 책 ‘한국의 풍수사상’은 학술서이지만 수만 권이 팔리며 최창조라는 이름을 세상에 널리 알리는 동시에 한국에 풍수열풍을 불러오기도 했다. 국토개발원 주임 연구원을 거쳐 전북대, 서울대 지리학과 교수를 지냈으나, 서울대로 간 지 4년 만인 1992년 교수직을 내던지면서 학계에서 화제가 되기도 했다.
그는 묏자리의 길흉을 점쳐 판단하는 풍수를 일컫는 음택풍수(陰宅風水)에 반대하면서 명당은 사람이 자연과 함께 만들어가는 것이라는 지론을 폈다. 또 한국 자생풍수의 본질은 땅의 결함을 고치는 비보(裨補)라면서 “우리 풍수는 좋은 땅을 찾자는 게 아니라 병든 곳을 찾아 침을 놓고 뜸을 뜨자는 것”이라는 논지를 펼쳤다. 또한 2004년에는 한 계간지에 기고한 '풍수로 본 청와대 비극과 천도 불가론' 글을 통해 당시 논의 중이던 행정수도 이전에 반대하는 입장을 밝혀 주목받기도 했다.

### 사망
2024년 1월 31일 오후 9시 사망했다. 향년 74세.